# D911 (Charente-Maritime)
De D911 is een departementale weg in het West-Franse departement Charente-Maritime. De weg loopt de grens met Deux-Sèvres via Surgères naar Rochefort. In Deux-Sèvres loopt de weg als D911 verder naar Mauzé-sur-le-Mignon.

## Geschiedenis
Oorspronkelijk was de D911 onderdeel van de N11. In 1973 werd de weg overgedragen aan het departement Charente-Maritime, omdat de weg geen belang meer had voor het doorgaande verkeer en het eindpunt van de N11 werd verlegd naar La Rochelle. De weg is toen omgenummerd tot D911.